# Gary Harris
Gary Harris (* 14. September 1994 in Fishers, Indiana) ist ein US-amerikanischer Basketballspieler, der für die Orlando Magic in der NBA spielt.

## Karriere
Harris spielte zunächst zwei Jahre lang College-Basketball für die Michigan State University. In der NBA-Draft 2014 wurde er an 19. Stelle von den Chicago Bulls ausgewählt, jedoch kurz danach mit Jusuf Nurkic für Doug McDermott eingetauscht. In seinem ersten Jahr für die Nuggets sah Harris kaum Spielzeit und kam in 55 Spielen auf 3,4 Punkte im Schnitt. In seinem zweiten Jahr wurde er unter dem neuen Headcoach Michael Malone, zum Starter befördert und steigerte sich stark. So erzielte er in 76 Spielen 12,3 Punkte, 2,9 Rebounds und 1,9 Assists im Schnitt.

## Karriere-Statistiken

### NBA

#### Reguläre Saison
| Saison  | Team             | GP  | GS  | MPG  | FG % | 3P % | FT % | RPG | APG | SPG | BPG | PPG  |
| ------- | ---------------- | --- | --- | ---- | ---- | ---- | ---- | --- | --- | --- | --- | ---- |
| 2014–15 | Denver           | 55  | 6   | 13.1 | .304 | .204 | .745 | 1.2 | 0.5 | 0.7 | 0.1 | 3.4  |
| 2015–16 | Denver           | 76  | 76  | 32.1 | .469 | .354 | .820 | 2.9 | 1.9 | 1.3 | 0.2 | 12.3 |
| 2016–17 | Denver           | 57  | 56  | 31.3 | .503 | .420 | .776 | 3.1 | 2.9 | 1.2 | 0.1 | 14.9 |
| 2017–18 | Denver           | 67  | 65  | 34.4 | .485 | .396 | .827 | 2.6 | 2.9 | 1.8 | 0.2 | 17.5 |
| 2018–19 | Denver           | 57  | 48  | 28.8 | .424 | .339 | .799 | 2.8 | 2.2 | 1.0 | 0.3 | 12.9 |
| 2019–20 | Denver           | 56  | 55  | 31.8 | .420 | .333 | .815 | 2.9 | 2.1 | 1.4 | 0.3 | 10.4 |
| 2020–21 | Denver / Orlando | 39  | 38  | 27.7 | .400 | .340 | .821 | 2.0 | 2.0 | 0.7 | 0.3 | 9.9  |
| 2021–22 | Orlando          | 61  | 30  | 28.4 | .434 | .384 | .874 | 2.0 | 1.8 | 1.0 | 0.1 | 11.1 |
| 2022–23 | Orlando          | 48  | 42  | 24.7 | .450 | .431 | .900 | 2.0 | 1.2 | 0.9 | 0.3 | 8.3  |
| 2023–24 | Orlando          | 54  | 27  | 24.0 | .441 | .371 | .756 | 1.7 | 1.6 | 0.9 | 0.3 | 6.9  |
| Gesamt  | Gesamt           | 570 | 443 | 28.0 | .447 | .370 | .813 | 2.4 | 1.9 | 1.1 | 0.2 | 11.0 |

#### Play-offs
| Saison  | Team    | GP | GS | MPG  | FG % | 3P % | FT %  | RPG | APG | SPG | BPG | PPG  |
| ------- | ------- | -- | -- | ---- | ---- | ---- | ----- | --- | --- | --- | --- | ---- |
| 2018–19 | Denver  | 14 | 14 | 37.0 | .462 | .351 | .868  | 4.1 | 2.3 | 0.9 | 0.6 | 14.2 |
| 2019–20 | Denver  | 14 | 12 | 27.1 | .378 | .365 | .773  | 2.0 | 1.7 | 1.1 | 0.3 | 7.4  |
| 2023–24 | Orlando | 6  | 6  | 26.5 | .286 | .318 | 1.000 | 2.0 | 0.7 | 1.2 | 0.5 | 4.2  |
| Gesamt  | Gesamt  | 34 | 32 | 31.0 | .417 | .351 | .839  | 2.9 | 1.8 | 1.0 | 0.4 | 9.6  |